# Euphorbia rangovalensis
Euphorbia rangovalensis är en törelväxtart som beskrevs av Jacques Désiré Leandri. Euphorbia rangovalensis ingår i släktet törlar, och familjen törelväxter. IUCN kategoriserar arten globalt som livskraftig. Inga underarter finns listade i Catalogue of Life.